# Dajt
El Dajt —Dajt o Dajti en albanès— és una muntanya de 1.613 metres al centre d'Albània, a l'est de Tirana. A l'hivern, quan la muntanya està coberta de neu és un lloc molt popular per a l'oci de la població local de Tirana, que rarament veu caure la neu. Als seus vessants hi creixen pins, roures i faigs. La muntanya va ser declarada parc nacional el 1966, i s'ha estès en una àrea d'unes 29.384 ha des de 2006.